# Atletica leggera ai XVIII Giochi del Mediterraneo - Salto in lungo maschile
Il concorso del salto in lungo maschile ai XVIII Giochi del Mediterraneo si è svolto il 27 e 30 giugno 2018 presso l'Estadio de Atletismo de Campclar di Tarragona.

## Calendario
| Data      | Ora | Turno      |
| --------- | --- | ---------- |
| 27 giugno |     | Semifinali |
| 30 giugno |     | Finale     |

## Risultati

### Semifinali
La misura di qualificazione è stata di 7,90 metri.
| Class | Gruppo | Nome                           | Nazione    | #1   | #2    | #3    | Risultato | Note                          |
| ----- | ------ | ------------------------------ | ---------- | ---- | ----- | ----- | --------- | ----------------------------- |
| 1     | B      | Augustin Bey                   | Francia    | 7.48 | 7.90  |       | 7.90      | Q                             |
| 2     | A      | Michail Mertzanidis-Despoteris | Grecia     | x    | 7.65  | 7.88  | 7.88      | q,                            |
| 3     | B      | Yahya Berrabah                 | Marocco    | 7.85 | 7.78w | –     | 7.85      | q                             |
| 4     | B      | Héctor Santos                  | Spagna     | 7.80 | x     | 7.57  | 7.80      | q                             |
| 5     | B      | Izmir Smajlaj                  | Albania    | 7.61 | 7.77  | –     | 7.77      | q                             |
| 6     | A      | Alper Kulaksız                 | Turchia    | 7.53 | 7.62  | 7.75  | 7.75      | q,                            |
| 7     | B      | Miguel Marques                 | Portogallo | 7.75 | –     | –     | 7.75      | q,                            |
| 8     | A      | Jean Marie Okutu               | Spagna     | 7.47 | 7.61  | 7.74  | 7.74      | q                             |
| 9     | B      | Kevin Ojiaku                   | Italia     | 7.64 | 7.55w | –     | 7.64      | q                             |
| 10    | B      | Yasser Triki                   | Algeria    | x    | x     | 7.54  | 7.54      | q                             |
| 11    | A      | Yann Randrianasolo             | Francia    | 7.50 | 7.51  | 5.46  | 7.51      | q                             |
| 12    | A      | Mouhcine Khoua                 | Marocco    | 7.44 | x     | x     | 7.44      | q                             |
| 13    | A      | Mohammed Amin Al-Salameh       | Siria      | 7.05 | 7.43  | 7.43  | 7.43      | Miglior prestazione personale |
| 14    | B      | Anastasios Galazoulas          | Grecia     | x    | x     | 7.36w | 7.36w     |                               |
| dns   | A      | Franko Burraj                  | Albania    |      |       |       | dns       |                               |
| dns   | A      | Filippo Randazzo               | Italia     |      |       |       | dns       |                               |

## Finale
| Class   | Nome                           | Nazione    | #1   | #2   | #3   | #4   | #5   | #6   | Risultato | Note                                     |
| ------- | ------------------------------ | ---------- | ---- | ---- | ---- | ---- | ---- | ---- | --------- | ---------------------------------------- |
| Oro     | Yahya Berrabah                 | Marocco    | 7.71 | 7.68 | x    | 7.61 | 8.02 | 7.60 | 8.02      |                                          |
| Argento | Yasser Triki                   | Algeria    | 7.80 | 7.86 | 8.01 | x    | x    | x    | 8.01      | Miglior prestazione personale stagionale |
| Bronzo  | Yann Randrianasolo             | Francia    | 7.90 | 7.74 | 7.17 | 7.48 | 7.84 | 6.11 | 7.90      |                                          |
| 4       | Izmir Smajlaj                  | Albania    | 7.79 | 7.85 | 6.33 | x    | 7.72 | x    | 7.85      | Miglior prestazione personale stagionale |
| 5       | Alper Kulaksız                 | Turchia    | 7.61 | 7.67 | 7.52 | 7.54 | 7.79 | 7.73 | 7.79      | Miglior prestazione personale stagionale |
| 6       | Jean Marie Okutu               | Spagna     | 7.51 | 7.71 | 7.62 | 7.64 | 7.71 | 7.78 | 7.78      |                                          |
| 7       | Kevin Ojiaku                   | Italia     | 7.62 | 7.72 | 7.76 | 7.50 | x    | 6.66 | 7.76      |                                          |
| 8       | Michail Mertzanidis-Despoteris | Grecia     | 7.27 | 7.60 | 7.65 | 7.73 | 7.47 | 7.63 | 7.73      |                                          |
| 9       | Augustin Bey                   | Francia    | 7.50 | x    | 7.50 |      |      |      | 7.50      |                                          |
| 10      | Héctor Santos                  | Spagna     | x    | 7.48 | 7.27 |      |      |      | 7.48      |                                          |
| 11      | Mouhcine Khoua                 | Marocco    | x    | x    | 7.43 |      |      |      | 7.43      |                                          |
| dns     | Miguel Marques                 | Portogallo |      |      |      |      |      |      | dns       |                                          |